# باول تيري
باول تيري (بالإنجليزية: Paul Terry)‏ (3 أبريل 1979 في المملكة المتحدة - ) هو لاعب كرة قدم بريطاني في مركز الوسط. لعب مع روشدين ودايموندز ونادي ليتون أورينت ويوفل تاون وThurrock F.C. ‏ وداغنهام وريدبريدج وغرايز أتلاتيك ‏ ودارلينجتون إف سى.

## وصلات خارجية
- باول تيري على موقع قاعدة بيانات كرة القدم.إي يو (الإنجليزية)
- باول تيري على موقع Soccerbase.com (لاعب) (الإنجليزية)